# Картер (округ, Теннессі)
Шаблон:StateAbbr_ 36°18′00″ пн. ш. 82°07′00″ зх. д. / 36.3° пн. ш. 82.116666666667° зх. д.
Округ  Картер (англ. Carter County) — округ (графство) у штаті  Теннессі, США. Ідентифікатор округу 47019.

## Історія
Округ утворений 1796 року.

## Демографія
За даними перепису 2000 року загальне населення округу становило 56742 осіб, зокрема міського населення було 33903, а сільського — 22839. Серед мешканців округу чоловіків було 27574, а жінок — 29168. В окрузі було 23486 домогосподарств, 16351 родин, які мешкали в 25920 будинках. Середній розмір родини становив 2,83.
Віковий розподіл населення поданий у таблиці:
| Стать    | До 15 років | 15-21 | 22-29 | 30-39 | 40-49 | 50-65 | 65-85 | Понад 85 |
| -------- | ----------- | ----- | ----- | ----- | ----- | ----- | ----- | -------- |
| Чоловіки | 5184        | 2607  | 2998  | 4247  | 4075  | 5049  | 3145  | 269      |
| Жінки    | 4823        | 2618  | 3052  | 4062  | 4223  | 5289  | 4388  | 713      |

## Суміжні округи
- Салліван — північ
- Джонсон — північний схід
- Ейвері, Північна Кароліна — південний схід
- Мітчелл, Північна Кароліна — південь
- Юнікой — південний захід
- Вашингтон — захід

## Виноски
1. ↑  U.S. Decennial Census. United States Census Bureau. Архів оригіналу за 12 квітня 2013. Процитовано 2 квітня 2015.
2. ↑  Historical Census Browser. University of Virginia Library. Архів оригіналу за 11 серпня 2012. Процитовано 2 квітня 2015.
3. ↑  Forstall, Richard L., ред. (27 березня 1995). Population of Counties by Decennial Census: 1900 to 1990. United States Census Bureau. Архів оригіналу за 21 лютого 2015. Процитовано 2 квітня 2015.
4. ↑  Census 2000 PHC-T-4. Ranking Tables for Counties: 1990 and 2000 (PDF). United States Census Bureau. 2 квітня 2001. Архів оригіналу (PDF) за 18 грудня 2014. Процитовано 2 квітня 2015.
5. ↑  State & County QuickFacts. United States Census Bureau. Архів оригіналу за 6 серпня 2011. Процитовано 29 листопада 2013.(англ.) Наведено за англійською вікіпедією.
6. ↑  American FactFinder. Бюро перепису населення США. Архів оригіналу за 29 липня 2011. Процитовано 31 січня 2008.

| США | Це незавершена стаття з географії США. Ви можете допомогти проєкту, виправивши або дописавши її. |